# Richard Ney
Richard Ney (New York, 12 novembre 1915 – Pasadena, 18 luglio 2004) è stato un attore statunitense.

## Biografia
Laureato in economia alla Columbia University, è noto soprattutto per aver recitato nel film Premio Oscar La signora Miniver (1942) e per il suo breve matrimonio (dal 1943 al 1947) con Greer Garson, che nella stessa pellicola interpretava il ruolo di sua madre. Ney comparve anche in Il ventaglio (1949) di Otto Preminger. Nel 1950 affiancò Gina Lollobrigida in Miss Italia.
Successivamente recitò principalmente in televisione e solo occasionalmente in alcuni film fino alla metà degli anni sessanta. Nel frattempo aveva avviato con successo una carriera come consulente finanziario. Scrisse inoltre tre libri assai critici su Wall Street (The Wall Street Jungle, del 1970, The Wall Street Gang e Making It in the Market), nei quali denunciò le manipolazioni del mercato da parte degli intermediari a danno dei comuni investitori.

## Filmografia

### Cinema
- La signora Miniver (Mrs. Miniver), regia di William Wyler (1942)
- The War Against Mrs. Hadley, regia di Harold S. Bucquet (1942)
- Personalities (1942) - cortometraggio
- Schiavo del passato (The Late George Apley), regia di Joseph L. Mankiewicz (1947)
- La sfinge del male (Ivy), regia di Sam Wood (1947)
- Giovanna d'Arco (Joan of Arc), regia di Victor Fleming (1948)
- Il ventaglio (The Fan), regia di Otto Preminger (1949)
- L'amabile ingenua (The Lovable Cheat), regia di Richard Oswald (1949)
- The Secret of St. Ives, regia di Phil Rosen (1949)
- Miss Italia, regia di Duilio Coletti (1950)
- Un sourire dans la tempête, regia di René Chanas (1950)
- Ein Lächeln im Sturm, regia di René Chanas (1951)
- Babes in Bagdad, regia di Jerónimo Mihura ed Edgar G. Ulmer (1952)
- Merletto di mezzanotte (Midnight Lace), regia di David Miller (1960)
- Sepolto vivo (Premature Burial), regia di Roger Corman (1962)

### Televisione
- Studio One – serie TV, 1 episodio (1952)
- ABC Album – serie TV, 1 episodio (1953)
- The Motorola Television Hour – serie TV, 1 episodio (1953)
- Kraft Television Theatre – serie TV, 2 episodi (1953-1955)
- Amiable Lady, regia di Gene Martel – film TV (1954)
- The Sergeant and the Spy, regia di Roy Rich – film TV (1954)
- TV Reader's Digest – serie TV, episodio 1x10 (1955)
- Northwest Passage – serie TV, 1 episodio (1958)
- The Millionaire – serie TV, 1 episodio (1959)
- The Lineup – serie TV, 1 episodio (1959)
- Hotel de Paree – serie TV, 1 episodio (1960)
- General Electric Theater – serie TV, episodio 8x27 (1960)
- The Chevy Mystery Show – serie TV, episodio 1x18 (1960)
- Le grandi fiabe (Shirley Temple's Storybook) – serie TV, 1 episodio (1960)
- The Renegade, regia di David Mainwaring – film TV (1960)
- Peter Gunn – serie TV, episodi 1x04-3x17 (1958-1961)
- Letter to Loretta – serie TV, 1 episodio (1961)
- The Case of the Dangerous Robin – serie TV, 1 episodio (1961)
- Have Gun - Will Travel – serie TV, episodio 5x04 (1961)
- Carovane verso il West (Wagon Train) – serie TV, 1 episodio (1961)
- The Tall Man – serie TV, 1 episodio (1962)
- Undicesima ora (The Eleventh Hour) – serie TV, 1 episodio (1963)
- The Outer Limits – serie TV, 1 episodio (1964)
- Ghostbreakers, regia di Don Medford – film TV (1967)

## Doppiatori italiani
- Gianfranco Bellini in Schiavo del passato, Il ventaglio
- Pino Locchi in La signora Miniver
- Gualtiero De Angelis in Miss Italia
- Cesare Barbetti in Merletto di mezzanotte
- Giuseppe Rinaldi in Sepolto vivo